# Сайрановский сельсовет (Ишимбайский район)
Сайрановский сельсовет — муниципальное образование в Ишимбайском районе Башкортостана. 
Административный центр — село Новоаптиково (с 2008 года, до этого центром была деревня Сайраново).

## История
Согласно закону «О границах, статусе и административных центрах муниципальных образований в Республике Башкортостан» имеет статус сельского поселения.
Совет муниципального района Ишимбайский район Республики Башкортостан принял Решение от 7 октября 2008 г. № 31/389
« Об объединении Сайрановского сельсовета и Новоаптиковского сельсовета Ишимбайского района Республики Башкортостан», где, в частности, говорилось:

Учитывая результаты итогов голосования населения по вопросу объединения Сайрановского сельсовета и Новоаптиковского сельсовета Ишимбайского района Республики Башкортостан, решения представительных органов сельских поселений Сайрановский и Новоаптиковский сельсоветы Ишимбайского района Республики Башкортостан, Совет муниципального района Ишимбайский район Республики Башкортостан решил:
1. Объединить Сайрановский сельсовет Ишимбайского района Республики Башкортостан и Новоаптиковский сельсовет Ишимбайского района Республики Башкортостан с сохранением наименования Сайрановский сельсовет Ишимбайского района Республики Башкортостан.
3. Ходатайствовать перед Правительством Республики Башкортостан о внесении в Государственное Собрание — Курултай Республики Башкортостан проекта закона Республики Башкортостан о данном преобразовании и исключении из учетных данных Новоаптиковского сельсовета Ишимбайского района Республики Башкортостан.
— http://www.regionz.ru/index.php?ds=107468
18 ноября 2008 года Закон РБ «Об изменениях в административно-территориальном устройстве Республики Башкортостан в связи с объединением отдельных сельсоветов и передачей населенных пунктов» сельское поселение включил в Сайрановский сельсовет Новоаптиковский сельсовет

25) а) объединить Сайрановский и Новоаптиковский сельсоветы с сохранением наименования «Сайрановский».
Включить село Новоаптиково Новоаптиковского сельсовета в состав Сайрановского сельсовета.
Установить административный центр Сайрановского сельсовета в селе Новоаптиково.

## Население
| 2002  | 2009  | 2010  | 2012  | 2013  | 2014  | 2015  |
| ----- | ----- | ----- | ----- | ----- | ----- | ----- |
| 2728  | ↗3155 | ↘2752 | ↘2693 | ↘2630 | ↘2560 | ↘2482 |
| 2016  | 2017  | 2018  |       |       |       |       |
| ↘2424 | ↘2348 | ↘2263 |       |       |       |       |

Численность населения — 3 227 человек, в том числе пенсионеров — 564, ветеранов ВОВ — 8; дворов всего — 963.

## Состав сельского поселения
| № | Населённый пункт | Тип населённого пункта       | Население |
| - | ---------------- | ---------------------------- | --------- |
| 1 | Новоаптиково     | село, административный центр | ↘1421     |
| 2 | Биксяново        | деревня                      | ↘513      |
| 3 | Сайраново        | село                         | ↘339      |
| 4 | Арларово         | деревня                      | ↘210      |
| 5 | Маломаксютово    | деревня                      | ↘179      |
| 6 | Хазиново         | деревня                      | ↘62       |

## Власть
Администрация сельского поселения Сайрановский сельсовет муниципального района Ишимбайский район находится по адресу с. Новоаптиково, ул. Северная, 4
- Глава администрации: Латыпов, Юсуп Минигариевич
- Управляющий делами: Кильдебаева, Ляля Минигареевна

## Экономика
- завод по производству корпусов пылесосов,
- ООО «Павловка»,
- КФХ «Исянов»,
- КФХ «Алтынбаева»,
- Сайрановский участок Ишимбайского лесхоза.

## Культура, досуг
- 4 сельских ДК

## Религия
На территории сельского поселения имеется две мечети и один православный Свято-Никольский храм.

## Образование
- 3 средние общеобразовательные школы
- 3 дошкольных образовательных учреждения

## Медицина
- Новоаптиковская сельская врачебная амбулатория
- 4 ФАП

## Связь, транспорт
- 2 отделения почтовой связи